# سلام بمبئی (فیلم ۱۹۸۸)
سلام بمبئی (انگلیسی: Salaam Bombay!) فیلمی است به کارگردانی میرا نایر که در سال ۱۹۸۸ منتشر شد. در این فیلم بازیگرانی همچون شفیق سید، هنسا ویتل، چاندرا شارما، راغوبیر یاداو، آنیتا کانوار، نانا پاتیکار، عرفان خان ایفای نقش کرده‌اند.
این فیلم توانست دوربین طلایی جشنواره کن را از آنِ خود کند و برای گرفتنِ جایزه اسکار بهترین فیلم غیرانگلیسی‌زبان نامزد شود.